# Galium caprarium
Galium caprarium là một loài thực vật có hoa trong họ Thiến thảo. Loài này được Natali mô tả khoa học đầu tiên năm 1998.